# ジギー
『ジギー』(Ziggy) は、Tom Wilson作のアメリカの新聞漫画。動物に囲まれて暮らすジギーの日常を一コマで描く。

## 登場人物
ジギー (Ziggy)
この漫画の主人公。
ファズ (Fuzz)
犬。
シド (Sid)
猫。
ジョシュ (Josh)
オウム。
ゴールディー (Goldie)
金魚。
ワック (Wack)
アヒル。